# 洪吉善
洪吉善（韓語：홍길순，？—），朝鲜前女子乒乓球运动员。她曾获得1979年世界乒乓球锦标赛女子团体亚军，以及1976年亚洲乒乓球锦标赛女子团体冠军。